# Bäcker (Familienname)
Bäcker oder Baecker ist ein deutscher Familienname.

## Herkunft und Bedeutung
Der Familienname ist eine Variante zu Becker. Weitere Informationen finden sich dort.

## Namensträger
- Carsten Bäcker (* 1979), deutscher Jurist und Hochschullehrer der Universität Bayreuth
- Catharina Bäcker (um 1880–nach 1902), deutsche Sängerin
- Dirk Baecker (* 1955), deutscher Soziologe und Hochschullehrer
- Donald Bäcker (* 1968), deutscher Moderator und Meteorologe
- Ermentrude Bäcker von Ranke (1892–1931), deutsche Historikerin und Hochschullehrerin
- Ernst Baeker (1866–1944), deutscher Komponist
- Fabian Bäcker (* 1990), deutscher Fußballspieler
- Gerhard Bäcker (* 1947), deutscher Sozialwissenschaftler
- Heimrad Bäcker (1925–2003), österreichischer Schriftsteller
- Heinz Bäcker (Rechtswissenschaftler) (1925–1995), deutscher Rechtswissenschaftler
- Heinz-Peter Baecker (1945–2015), deutscher Fotograf, Regisseur und Schriftsteller
- Heinz-Werner Bäcker, deutscher Hockeyspieler der 1950er Jahre
- Hermann Bäcker (Theologe) (Pseudonym H. Ewart; 1867–1928), deutscher Theologe und Schriftsteller
- Hermann Bäcker (Philosoph) (1900–1944), deutscher Philosoph und Hochschullehrer
- Horst-Hans Bäcker (* 1959), rumäniendeutscher Dirigent und Komponist
- Inge Baecker (1943–2021), deutsche Kunsthistorikerin und Galeristin
- Jannis Bäcker (* 1985), deutscher Bobfahrer
- Karl Bäcker (1920–2008), deutscher Politiker (SPD)
- Lany Mia Bäcker (* 2008), deutsche Fußballspielerin
- Manuela Bäcker (* 1984), deutsche Sängerin, Schauspielerin und Sprecherin
- Marianne Baecker (1903–1954), deutsche Widerstandskämpferin
- Matthias Bäcker (Musiker) (* 1971), deutscher Oboist und Hochschullehrer
- Matthias Bäcker (Rechtswissenschaftler) (* 1975), deutscher Rechtswissenschaftler und Hochschullehrer
- Otto Baecker (1898–1970), deutscher Kameramann
- Paul Baecker (1874–1946), deutscher Journalist und Politiker (DNVP), MdR
- Ralf Baecker (* 1977), deutscher Medienkünstler und Hochschullehrer
- Sascha Bäcker (* 1979), deutscher Fußballspieler
- Stefan Bäcker (* 1968), deutscher Eishockeyspieler
- Werner Baecker (Journalist) (1917–1993), deutscher Fernsehjournalist
- Werner Baecker (Architekt) (1928–2019), deutscher Architekt und Stadtplaner